# Psaliodes apicenotata
Psaliodes apicenotata är en fjärilsart som beskrevs av Paul Dognin 1910. Psaliodes apicenotata ingår i släktet Psaliodes och familjen mätare. Inga underarter finns listade i Catalogue of Life.